# 沙梾
沙梾（学名：Swida bretschneideri）为山茱萸科梾木属下的一个种。